# 塩尻北インターチェンジ
塩尻北インターチェンジ（しおじりきたインターチェンジ）は、長野県塩尻市大字広丘吉田にある長野自動車道のインターチェンジ。
松本空港（信州まつもと空港）、塩尻市北端部、松本市南端部、東筑摩郡山形村、朝日村などの最寄りICである。

## 接続する路線
- E19 長野自動車道（3番）
- 長野県道27号松本空港塩尻北インター線
  - 国道19号

## 料金所
- ブース数：8

### 入口
- ブース数：3　
  - ETC専用：1　
  - ETC・一般：1　
  - 一般：1

### 出口
- ブース数：5　
  - ETC専用：2　
  - 一般：3

## 周辺
付近に松本市との境界線が通っており松本市南部へのアクセスを担っている。
- 信州まつもと空港
- 東日本旅客鉄道（JR東日本） 篠ノ井線 村井駅、広丘駅

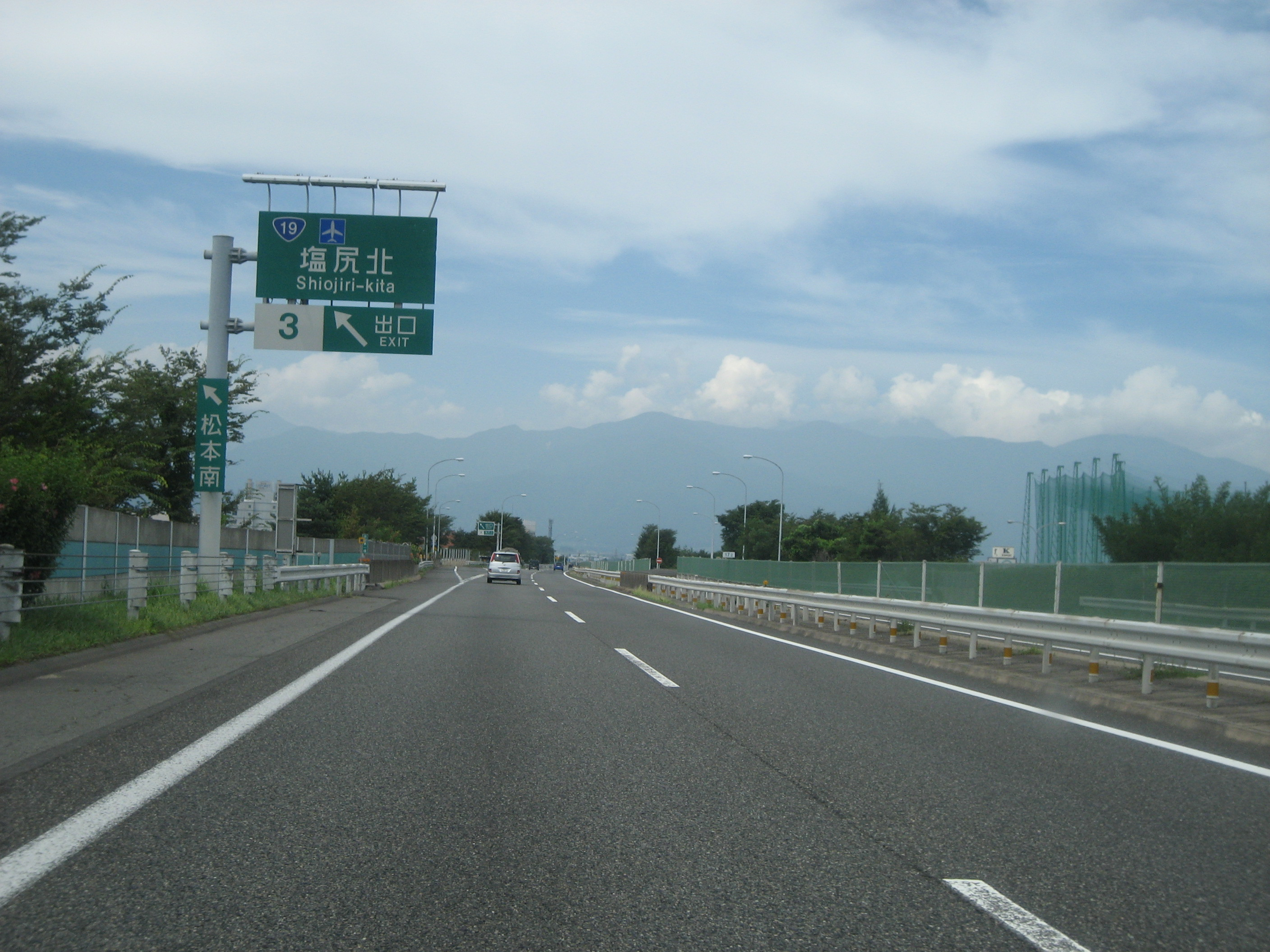
出口付近

- 芳川公園
- まつもと医療センター松本病院
- 松本平広域公園／アルウィン
- 塩尻短歌館

## 隣
E19 長野自動車道
(2) 塩尻IC - (3) 塩尻北IC - 松本JCT（事業中） - (4) 松本IC